# 야프 스탐
야콥 "야프" 스탐(네덜란드어: Jakob "Japp" Stam, 1972년 7월 17일, 네덜란드 캄펀 ~ )은 네덜란드의 전 축구 선수, 현 FC 신시내티의 축구 감독이다. 그의 별칭은 De rots van Kampen (캄펜의 바위) 로, 그는 1999년 UEFA 챔피언스리그와 2000년 UEFA 챔피언스리그에서의 활약으로, 최고의 수비수에 뽑혔다.

## 수상 경력

### 클럽

#### PSV
- KNVB컵: 1995–96
- 요한 크라위프 스할: 1996, 1997
- 에레디비시: 1997–98

#### 맨체스터 유나이티드
- 프리미어리그: 1998–99, 1999–2000, 2000–01
- FA컵: 1998–99
- UEFA 챔피언스리그: 1998–99
- 인터콘티넨털컵: 1999

#### 라치오
- 코파 이탈리아: 2003–04

#### 밀란
- 수페르코파 이탈리아나: 2004

#### 아약스
- KNVB컵: 2006–07
- 요한 크라위프 스할: 2006, 2007

### 개인
- 네덜란드 올해의 선수: 1997
- 네덜란드 골든 슈: 1997
- UEFA 클럽 풋볼 어워드 최우수 수비수: 1998–99, 1999–2000
- PFA 올해의 팀: 1999, 2000, 2001
- ESM 올해의 팀 : 1998-99
- 프리미어리그 10주년 어워드 해외의 팀 : 2002